# Парк имени Надежды Грековой
Парк им. Грековой Н. Г. — парк в Ленинском районе города Минска, расположен на пересечении проспекта Рокоссовского и ул. Малинина. C северной стороны к парку примыкает микрорайон Серебрянка, с южной — Чижовское водохранилище.
Парк назван в честь Надежды Грековой, которая с 1938 по 1947 гг. являлась председателем Верховного Совета БССР. Ранее назывался парком «Серебрянка».
На территории парка находится Свято-Андреевский храм. На берегу водохранилища расположена гребная база «Серебрянка» ГУ «СДЮШОР по гребле академической».
В 2003 году была произведена реконструкция парка.
На базе нового парка создана ярмарочная площадь, установлена открытая сцена, плантация цветов, декоративно-питьевой источник.
В 2019 году был перенесён скейт-парк, ранее находившийся в Лошице.
По заключению Республиканского научно-практического центра неврологии и нейрохирургии, вода из источника является столовой, по химическому составу она гидрокарбонатная натриевая, фторсодержащая, слабой минерализации, щелочной реакции.
- Вид с полуострова
- Одна из дорожек
- Вид с полуострова
- Свято-Андреевский храм